# Adour

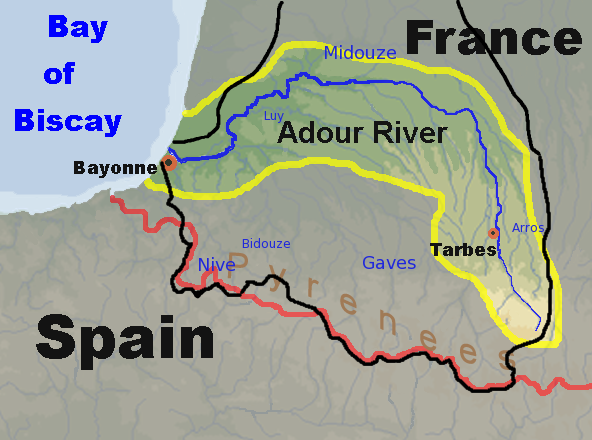
Harta râului Adour

Adour este un fluviu în sud-vestul Franței cu o lungime de 335 km și un bazin de aproximativ 15.000 km2. Izvorăște din nordul Munților Pirinei (Masivul Tourmalet), trece prin Tarbes, Dax și Bayonne și se varsă în Golful Biscaya, lângă Biarritz. Este navigabil pe 132 km. Pe el sunt construite  hidrocentrale mari. Este folosit pentru irigații..